# Milewo-Wypychy
Milewo-Wypychy – wieś w Polsce położona w województwie mazowieckim, w powiecie makowskim, w gminie Karniewo. Leży nad Pełtą.
W latach 1975–1998 miejscowość administracyjnie należała do województwa ciechanowskiego.